# Ye Bing
Ye Bing es un deportista chino que compite en vela en la clase RS:X. Ganó una medalla de oro en el Campeonato Mundial de RS:X de 2017.

## Palmarés internacional
| \| Campeonato Mundial \| Campeonato Mundial \| Campeonato Mundial \| Campeonato Mundial \| \| Año \| Lugar \| Medalla \| Clase \| \| ------------------ \| ------------------ \| ------------------ \| ------------------ \| \| 2017 \| Enoshima (Japón) \| Medalla de oro \| RS:X \| |                  |                |       |
| Campeonato Mundial |                  |                |       |
| Año | Lugar            | Medalla        | Clase |
| 2017 | Enoshima (Japón) | Medalla de oro | RS:X  |